# Naat Piek
Naat Piek is een toneelvereniging uit Uden.
De naam van de vereniging is afkomstig van het hoofdpersonage uit het boek Het lustige leven van Naat Piek, geschreven door H.J.M. van den Heuvel. Het verhaal van deze 'deugniet' speelt zich gedeeltelijk af in het Brabantse dorp Uden. Toen in Uden in de jaren zestig een toneelvereniging werd opgericht kreeg deze de naam 'Naat Piek'.

## Theater
De toneelvereniging heeft eind jaren zestig een openluchttheater toegewezen gekregen. In de jaren tachtig werd het oude PNEM gebouw aan de Pnemstraat 1 te Uden omgebouwd tot binnentheater, genaamd vestzaktheater Naat Piek.